# (120643) Rudimandl
(120643) Rudimandl est un astéroïde de la ceinture principale.

## Description
(120643) Rudimandl est un astéroïde de la ceinture principale. Il fut découvert le 10 septembre 1996 à l'observatoire Kleť par Miloš Tichý. Il présente une orbite caractérisée par un demi-grand axe de 2,42 UA, une excentricité de 0,25 et une inclinaison de 1,1° par rapport à l'écliptique.